# Pertti Tikka
Pertti Olavi Tikka (* 12. Mai 1955 in Tohmajärvi) ist ein ehemaliger finnischer Ski-Orientierungsläufer.
Karvonen nahm zwischen 1977 und 1984 an allen vier Weltmeisterschaften im Ski-Orientierungslauf teil. Nach einem 8. Platz im Einzelwettkampf 1977 in Welingrad gewann er bei den folgenden drei Weltmeisterschaften bei allen sechs Starts eine Medaille, darunter einmal Gold beim Einzelwettkampf 1980 im schwedischen Avesta. 1982 blieb er im Einzellauf hinter seinem Landsmann Olavi Svanberg, 1984 hinter Anssi Juutilainen aus Finnland und Stefan Larsson aus Schweden. Mit der Staffel gewann er 1980 und 1984 Silber, 1982 Bronze.

## Platzierungen
Weltmeisterschaften:
- 1977: 8. Platz Einzel
- 1980: 1. Platz Einzel, 2. Platz Staffel
- 1982: 2. Platz Einzel, 3. Platz Staffel
- 1984: 3. Platz Einzel, 2. Platz Staffel